# Oreocnide
Oreocnide es un género botánico con 12 especies de plantas de flores perteneciente a la familia Urticaceae.

## Especies seleccionadas
- Oreocnide acuminata
- Oreocnide boniata
- Oreocnide fruticosa
- Oreocnide integrifolia